# Rudi Weiß
Rudolf „Rudi“ Weiß (* 12. Februar 1957) ist ein österreichischer Künstler.

## Leben
Rudi Weiß ist Religionslehrer, Erwachsenenbildner und Lyriker.

## Publikationen
- Vernetzungen. Rundblick-Verlag, Bisamberg 1989, ISBN 3-900809-02-X.
- mit Johannes Pumhösl (Holzdrucke): Beziehungen. Rundblick-Verlag, Bisamberg 1989, ISBN 3-900809-05-4.
- mit Elke Forisch (Fotos): Ent-rüstungen. Verlag Niederösterreichisches Pressehaus, St. Pölten 1989, ISBN 3-85326-904-4.
- mit Chris Heller (Fotos): Du überraschst mi immer wieder. Rundblick Verlag, Bisamberg 1991, ISBN 3-900809-06-2.
- mit Ernst Johann Schwarz und Johannes Pumhösl (Zeichnungen): Schwarz und Weiß. KFM Verlag, Stronsdorf 1991, ISBN 3-900-315-24-8.
- mit Franz und Mesy Kössler (Fotos): Manns-Bilder. Gedichte über gemischte Gefühle. Verlag Niederösterreichisches Pressehaus, St. Pölten 1993.
- mit Gottfried Laf Wurm (Linoldrucke): Ganslhaut. Mundartgedichte. Verlag Niederösterreichisches Pressehaus, St. Pölten 1995, ISBN 3-85326-036-5.
- Weinviertel. Impressionen. Bildband, Verlag Niederösterreichisches Pressehaus, St. Pölten 1996, ISBN 3-85326-059-4.
- mit Helmut Loder (Illustrationen): Fürchtet euch nicht. Texte der Zuversicht für Advent, Weihnachten und alle anderen dunklen Zeiten. NP-Buchverlag, St. Pölten 1997, ISBN 3-85326-079-9.
- mit Günter Esterer (Aquarelle): Erden-Bürger. Wieviel Mensch verträgt die Natur? Club Niederösterreich (Hrsg.), NP-Buchverlag, St. Pölten 1998, ISBN 3-85326-098-5.
- mit Elsemaria Schwarz (Bilder): Zweier-Beziehungen. Lyrik, NP-Buchverlag, St. Pölten 1999, ISBN 3-85326-122-1.
- mit Chris Heller, Robert Schießbiegl: Du überraschst mi immer wieder. Bildband Weinviertel, Rundblick-Verlag, Bisamberg 2001, ISBN 3-900809-20-8.
- Feuer-Fest. Texte zur Firmung für Eltern und Paten. Pastoralamt der Diözese St. Pölten, St. Pölten 2003, ISBN 3-88207-349-7.
- mit Martha Griebler (Zeichnungen): Rudieschen. Mundartgedichte, Rundblick-Verlag, Bisamberg 2004, ISBN 3-900809-22-4.
- hintaus. Verlegt von der Stadtgemeinde Mistelbach 2007.
- mit Christian Romanek: Da hilft nur Lachen und Beten. Humoristische Darstellung, Dom-Verlag, Wien 2009, ISBN 978-3-85351-210-4.
- pssst. rand / stunden / gebete. Lyrik und Fotos, Dom-Verlag, Wien 2012, ISBN 978-3-85351-245-6.
- mit Dorothea Nell (Aktstudien): nackt. Gedichte - kalt warm. STOAHOAT Verlag, Bad Traunstein 2014, ISBN 978-3-903009-00-4.
- mit Reinhard Trinkler (Karikaturen): kraut & ruam. MundARTgedichte. STOAHOAT Verlag, Bad Traunstein 2016, ISBN 978-3-903009-07-3.